# Shaka Loveless (album)
Shaka Loveless er det selvbetitlede debutalbum fra den danske sanger og sangskriver Shaka Loveless. Det udkom den 28. september 2012 på Universal Music. Albummet handler ifølge Shaka Loveless om sangeren selv og om "den måde vi lever med hinanden og med planeten på". Derudover er forgængelighed albummets underliggende tema: "Det hele kommer til at forsvinde, og alting er en illusion." Albummet er produceret af producerduoen Donkey Sound, der består af Pharfar og Fresh-I. Singlerne "Tomgang" og "Ikke mere tid" blev store hits på download- og streaming-hitlisterne, og er begge er blevet streamet 7,2 millioner gange hver. Albummet modtog guld for 10.000 solgte eksemplarer i juni 2014.

## Singler
"Tomgang" udkom som albummets første single den 2. april 2012. Sangen handler ifølge Shaka Loveless om venskaber og afmagt, og er skrevet i periode hvor han var stofmisbruger, og besluttede sig for at stoppe: "Der havde jeg specielt én ven, hvor det virkelig begyndte at gå dårligt imellem os. Jeg følte ikke rigtig, at jeg kunne nå ind til ham, samtidig med at jeg også selv tog for meget. Jeg kunne ikke rigtig gøre noget. Det var både mig selv og min kammerat, der var et dårligt sted." Singlen har modtaget platin for 30.000 downloads, og fire-dobbelt platin for 7,2 millioner streams. "Tomgang" var den mest streamede danske sang i 2012.
Albummets anden single, "Ikke mere tid" udkom den 13. august 2012. Sangen handler om global opvarmning og forurening. Singlen har modtaget platin for 30.000 downloads, og fire-dobbelt platin for 7,2 millioner streams. "Ikke mere tid" var den sjette mest streamede danske sang i 2012.

## Spor
| #   | Titel                                          | Sangskriver(e)                                 | Længde |
| --- | ---------------------------------------------- | ---------------------------------------------- | ------ |
| 1.  | "Kom for at gå" (featuring Pharfar)            | Shaka Loveless, Andreas Keilgaard, Søren Schou | 3:59   |
| 2.  | "Tomgang"                                      | Loveless, Keilgaard, Schou                     | 3:39   |
| 3.  | "Gør din ting"                                 | Loveless, Keilgaard, Schou                     | 3:24   |
| 4.  | "Alting forvandlet"                            | Loveless, Keilgaard, Schou                     | 3:50   |
| 5.  | "Græder for mit kvarter" (featuring Wafande)   | Loveless, Wafande Jolivel, Keilgaard, Schou    | 3:15   |
| 6.  | "Ikke mere tid"                                | Loveless, Keilgaard, Schou                     | 3:39   |
| 7.  | "Kommer over det"                              | Loveless, Keilgaard, Schou                     | 3:35   |
| 8.  | "Ingenting"                                    | Loveless, Keilgaard, Schou                     | 3:55   |
| 9.  | "Hvad kan vi bruge det til"                    | Loveless, Keilgaard, Schou                     | 3:25   |
| 10. | "Dans din idiot" (featuring UFO)               | Loveless, Kristian Humaidan, Keilgaard, Schou  | 3:05   |
| 11. | "Herfra hvor vi står" (featuring Peter Sommer) | Niels Skousen                                  | 6:45   |